# Чувикин, Владимир Георгиевич
Владимир Георгиевич Чувикин (род. 7 января 1947, Харьков, УССР) — священнослужитель Русской православной церкви, митрофорный протоиерей, настоятель Патриаршего подворья храмов Николо-Перервинского монастыря в Москве (c 1995 по н.в.), почётный ректор и духовник Перервинской духовной семинарии (с 2020 по н.в.), ректор Перервинской духовной семинарии (2001—2020).

## Биография
В 1964 году окончил среднюю школу № 2 города Христиновка Черкасской области Украины.
В 1971 года окончил Московскую духовную семинарию, в 1975-м — Московскую духовную академию.
7 апреля 1975 года патриархом Пименом рукоположён в сан диакона, 12 июня — в сан священника. В том же году назначен клириком храма Тихвинской иконы Божией Матери в Алексеевском города Москвы.
В 1980 году был возведён в сан протоиерея.
С августа 1990 года настоятель храмов бывшего Николо-Перервинского монастыря в Москве, с 1995 года — Патриаршего подворья храмов Николо-Перервинского монастыря в Москве.
В 1996 году в корпусах бывшего Николо-Перервенского монастыря открылись пастырские курсы, которые 7 марта 2000 года были преобразованы в Перервинское духовное училище.
С июля 2001 года  ректор Перервинской духовной семинарии.
С 2007 года по 2018 год был членом Церковного суда при Епархиальном совете города Москвы.
В январе 2009 года участвовал в работе Поместного собора Русской православной церкви.
С 20 декабря 2013 года входил в состав комиссии по социальному служению в местах лишения свободы при Епархиальном совете города Москвы.
С 1 мая по 22 июля 2020 года патриархом Кириллом был отстранён от управления Патриаршим подворьем Николо-Перервинского монастыря города Москвы за нарушение указаний патриарха относительно порядка совершения богослужений в период Страстной седмицы и Светлого Христова Воскресения, но затем восстановлен в своей должности.
16 июля 2020 года освобождён от должности ректора Николо-Перервинской духовной семинарии и назначен почётным ректором данного учебного заведения.

## Публикации
- Пасхальная ночь в патриаршем соборе // Журнал Московской Патриархии. 1973. — № 6. — С. 7-8.
- Празднование Рождества Христова в патриаршем соборе // Журнал Московской Патриархии. 1974. — № 2. — С. 7-9.
- Слово на Успение Пресвятой Богородицы // Журнал Московской Патриархии. 1990. — № 8. — С. 48-49.
- Успение Пресвятой Богородицы // Журнал Московской Патриархии. 1996. — № 8. — С. 75.
- Протоиерей Петр Давыдов // Журнал Московской Патриархии. 2003. — № 4. — С. 71-73.
- Митрополит Платон и духовное образование в России // Платоновские чтения. Сборник материалов. — М.: Перервинская духовная семинария, 2005. — С. 19-25.
  - Митрополит Платон и духовное образование в России // Иди, и ты твори такожде…: сборник опубликованных статей Платоновских чтений 2004—2012 гг. — М.: ПДС, 2012. — C. 159—165.
- От редакции // Труды Перервинской православной духовной семинарии. — 2010. — Вып. 1. — С. 5.
- Митрополит Платон (Левшин) как основатель и благоустроитель Перервинской духовной семинарии // Труды Перервинской православной духовной семинарии: научно-богословский журнал. № 3 / ред. прот. Владимир Чувикин. — М. : Перервинская православная духовная семинария, 2011. — 120 с. — С. 4-13.
- Вступительное слово протоиерея Владимира Чувикина, ректора Перервинской духовной семинарии // «Иди, и ты твори такожде…»: сборник опубликованных статей Платоновских чтений 2004—2012 гг. — М.: Изд. ПДС, 2012. — C. 3—4

## Награды
- Медаль ордена «За заслуги перед Отечеством» II степени (11 августа 2000 года) — за большой вклад в укрепление гражданского мира и возрождение духовно-нравственных традиций[14].
- Орден преподобного Сергия Радонежского III степени.
- Орден святого благоверного князя Даниила Московского III степени.
- Орден святого благоверного князя Даниила Московского II степени (во внимание к церковным трудам и в связи с 60-летием, 9 января 2007 года)[15].